# Sid Vicious
Pour les articles homonymes, voir Sid.
Cet article concerne le musicien britannique. Pour le lutteur professionnel, voir Sid Eudy.
Sid Vicious [sɪd ˈvɪʃəs], de son vrai nom John Simon Ritchie, né le 10 mai 1957 à Lewisham (Londres) et mort le 2 février 1979 à New York, est un chanteur britannique, second bassiste éphémère des Sex Pistols.
Devenu une icône du mouvement punk, il est retrouvé mort d'une surdose d'héroïne dans un appartement de Greenwich Village à l'âge de 21 ans.

## Biographie

### Jeunesse
John Simon Ritchie naît à Lewisham à Londres le 10 mai 1957 et grandit dans les faubourgs de l'East End. Ses parents, John Ritchie et Ann Randall, se séparent juste après sa naissance et sa mère s'occupe seule de son fils. Elle quitte Londres pour se réfugier à Ibiza chez des amis, où elle gagne tant bien que mal sa vie en vendant du cannabis. De retour à Londres en 1965 alors que John a huit ans, Ann abandonne son fils à la rue.
Adolescent, après une enfance nomade, le caractère de John Ritchie se révèle violent et imprévisible. Il écoute David Bowie et T. Rex avant de devenir fan des Ramones. Il fréquente également une bande d'amis, The Johns, dont John Lydon fait aussi partie.

### Avec les Sex Pistols
À cette époque John Simon Ritchie emménage dans un taudis avec son ami John Lydon qui le surnomme Sid, du nom de son hamster, le mot Vicious (« le vicieux ») venant d'une chanson de Lou Reed. Après que John Lydon fut devenu Johnny Rotten (« Johnny le Pourri ») en référence à l'état de ses dents, le chanteur des Sex Pistols en 1976, Sid rejoint le Bromley Contingent, groupe d'admirateurs qui suivent les Sex Pistols dans tous ses déplacements, au sein duquel la réputation sulfureuse de Sid Vicious prend consistance. Ainsi, lors d'un concert des Sex Pistols en juin 1976 au 100 Club de Londres, Sid, avec l'aide d'un de ses acolytes, frappe violemment le journaliste Nick Kent à coups de chaîne de vélo. On attribue également à Sid l'invention du pogo, cette « danse » adoptée depuis par le public dans les concerts de rock. La légende raconte que Sid Vicious se mit à sauter lors d'un concert des Sex Pistols le 5 décembre 1975 car il ne voyait pas la scène… Il fut alors imité par le reste du Bromley Contingent.
Peu de temps avant l'enregistrement de leur album Never Mind the Bollocks, les Sex Pistols se séparent de leur bassiste Glen Matlock qu'ils trouvent trop mielleux (« soi-disant qu'il écoutait trop les Beatles »). Rotten pense alors à Sid pour le remplacer. Ce dernier avait précédemment joué de la batterie avec le groupe Siouxsie and the Banshees lors de leur tout premier concert à Londres, en septembre 1976. Il n'avait jamais touché une basse de sa vie, mais il apprend à en jouer à force d'être sur scène à partir de mars 1977.
À la suite de ce changement, l'image chaotique et dépravée de Sid profite immédiatement au groupe qui se trouve un public fédéré sous la bannière du punk. Sid Vicious fait de la provocation une règle de base comme l'illustre son célèbre T-shirt décoré d'une croix gammée, ce qui fait les choux gras de la presse qui le cite systématiquement dans tous les articles sur le punk.
Sa rencontre avec une groupie américaine, Nancy Spungen début 1977, et dont il tombe amoureux est le début de la fin. Sa girlfriend, héroïnomane, l'initie à cette drogue dure dont il devient très vite dépendant. Quelques mois après la séparation des Sex Pistols, Sid Vicious devient un vrai junkie. Dans la chanson Knockin' On Herrmann's Door extraite du film Cha Cha, Nina Hagen relate l'histoire de Sid et Nancy et leur rapport à la drogue. Cette même chanteuse évoque aussi Sid Vicious dans Super Freak Family sur l'album Nina Hagen de 1989.

### Carrière solo
La carrière solo de Sid Vicious à partir de janvier 1978 ne connaît pas un grand succès, cependant des titres comme sa reprise de My Way sont diffusés, et il participe au film et à l'enregistrement de The Great Rock 'n' Roll Swindle. Un album solo nommé Sid Sings (en) est compilé après sa mort.

### Meurtre de Nancy Spungen
Le dernier acte de la vie de Sid a lieu le 12 octobre 1978, dix mois après l'implosion des Sex Pistols. Ce matin-là, le standard du Chelsea Hotel de New York reçoit un appel à l'aide provenant d'une de ses chambres. La police de Manhattan y découvre le corps ensanglanté de Nancy Spungen poignardée, avec à ses côtés un Sid Vicious totalement prostré. Sid est immédiatement emprisonné, mais l'enquête conclut officiellement à une histoire de règlement de comptes entre dealers. Sid Vicious est provisoirement relâché dix jours plus tard contre le paiement d'une caution de 50 000 dollars, réglée par son ancien manager Malcolm McLaren. D'après le journaliste Nick Kent, c'est bien Sid Vicious qui serait l'auteur du meurtre. Le couple, en manque de drogue, se serait disputé et Sid aurait saisi un couteau posé sur une table et en aurait enfoncé la lame (de plus de quinze centimètres) dans l'abdomen de Nancy. Elle avait vingt ans.
D'autres personnes pensent que le meurtrier de Nancy est Rockets Redglare, un dealer, qui s'est vanté de son geste de nombreuses fois. Durant la nuit du 11 au 12 octobre, Nancy appela un dealer (qui repartit ensuite), puis un second — Rockets Redglare —, qui arriva vers 2 h du matin et repartit vers 4 ou 5 h du matin. Durant ce laps de temps, Sid était totalement inconscient (de 3 h à 9 h du matin). Quant à Nancy Spungen, elle aurait reçu le coup de couteau entre 5 h et 9 h du matin. Profitant de l'inconscience de Sid, Rockets Redglare aurait donc tué Nancy Spungen car elle et Sid Vicious avaient une grosse somme d'argent dans leur chambre d'hôtel (25 000 livres).

### Décès par surdose
À sa sortie de prison, Sid tente de se suicider en se tailladant les veines, mais est à nouveau sauvé par Malcolm McLaren qui le fait hospitaliser deux semaines à l'hôpital Bellevue. Rétabli, Sid Vicious renoue avec sa vie de rock-star dépravée. En décembre 1978, Sid fracasse une bouteille sur la figure de Todd Smith (le frère de Patti Smith) et retourne à nouveau à la prison de Rikers Island. Il est relâché deux mois plus tard, le 1er février 1979.
Une fête en l'honneur de sa sortie de prison est organisée au 63 Bank Street à New York, dans l'appartement de Michele Robinson, sa nouvelle petite amie, au cours de laquelle Sid Vicious s'injecte une dose d'héroïne apportée par son ami toxicomane, Martin, dose qui ne lui fait aucun effet. Martin retourne donc en acheter seul, à un dealer qui se fournissait auprès de Rockets Redglare, selon un ami d'Anne Beverley, la mère de Sid. Sa deuxième injection, un peu plus tard dans la nuit, a lieu vers trois heures du matin, et Sid et Michele Robinson vont ensuite se coucher ensemble. Vicious est découvert mort, tard le lendemain matin.
Le corps de Sid Vicious est incinéré au Château de Becker  et, officiellement, ses cendres sont dispersées sur la tombe de Nancy Spungen. Cependant, selon le Guardian, les cendres auraient été envoyées à Londres et auraient été éparpillées accidentellement dans l'aéroport d'Heathrow. Malcolm McLaren prétend pour sa part avoir lui-même remis les cendres à la mère de Sid Vicious mais cette dernière, éméchée, les aurait alors fait tomber sur le sol du bar dans lequel ils s'étaient retrouvés. Les cendres auraient donc fini emportées par une serpillière et un seau d'eau d'après une interview donnée à la chaîne de télévision Canal Jimmy sur l'émission animée par Philippe Manœuvre.

## Discographie

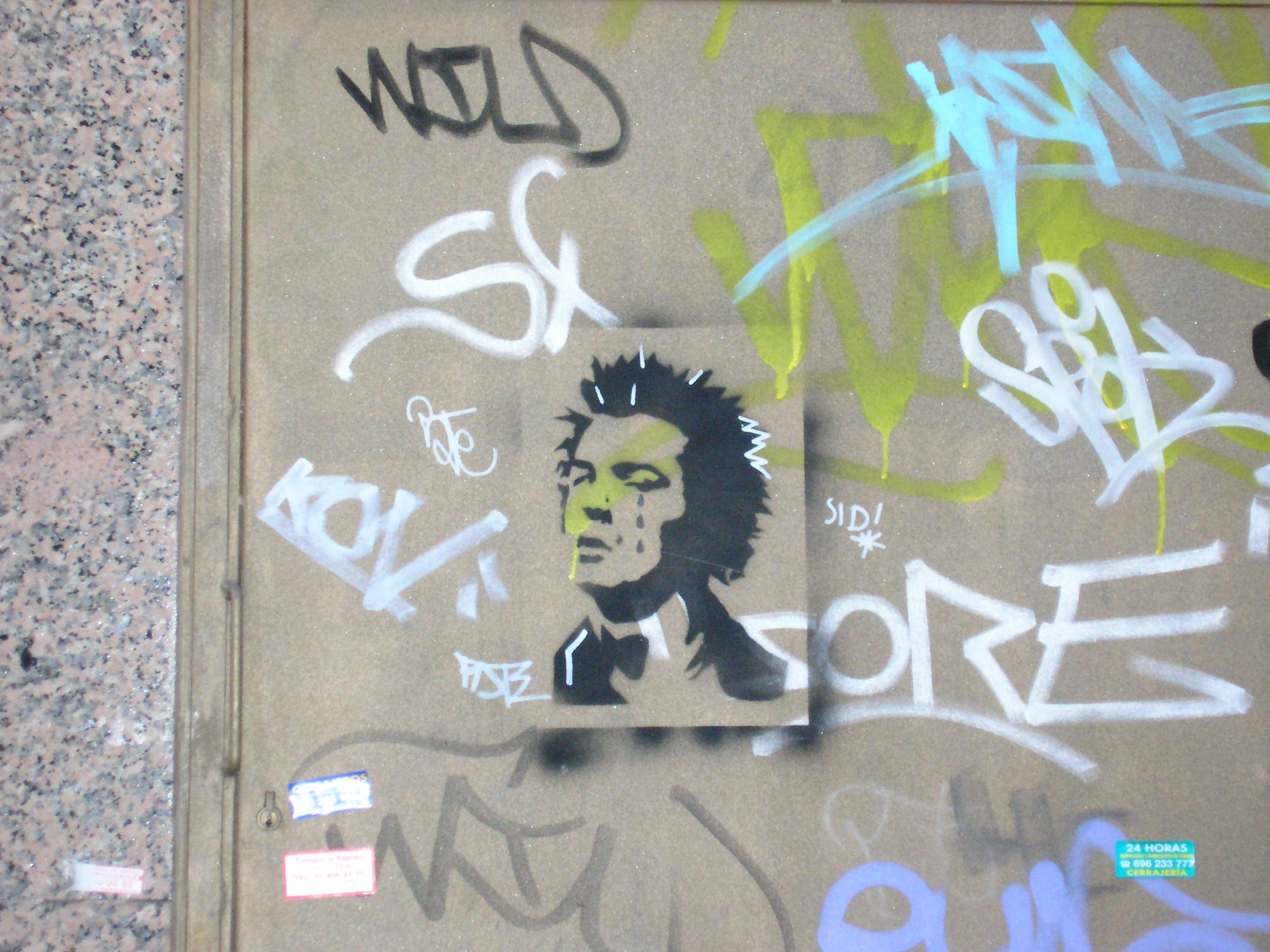
Grafiti représentant Sid Vicious sur un mur de Madrid.

- My Way/Somethin' Else/C'mon Everybody (1979, 12”, Barclay, Barclay 740 509)
- Sid Sings (1979, LP, Virgin, V2144)
- Live (1980, LP, Creative Industry Inc., JSR 21)
- Vicious Burger (1980, LP, UD-6535, VD 6336)
- Love Kills N.Y.C. (1985, LP, Konexion, KOMA 788020)
- The Sid Vicious Experience – Jack Boots and Dirty Looks (1986, LP, Antler 37)
- The Idols With Sid Vicious (1993, CD, Last Call Records, LC22289)
- Never Mind the Reunion Here’s Sid Vicious (1997, CD)
- Sid Dead Live (1997, CD, Anagram, PUNK 86)
- Sid Vicious Sings (1997, CD)
- Vicious & Friends (1998, CD, Dressed To Kill Records, Dress 602)
- Better (to provoke a reaction than to react to a provocation) (1999, CD, Almafame, YEAAH6)
- Probably His Last Ever Interview (2000, CD, OZIT, OZITCD62)
- Better (2001, CD)
- Vive Le Rock (2003, 2CD)
- Too Fast To Live... (2004, CD)
- Naked & Ashamed (7”, Wonderful Records, WO-73)
- Sid Live At Max’s Kansas City (LP, JSR 21)
- Sid Vicious (LP, Innocent Records, JSR 21)
- Sid Vicious McDonald Bros. Box (3CD, Sound Solutions, 003)

### Sid and Nancy
- Love Kills (1986, LP, MCA, MCG 6011)

### Sid Vicious & Friends
- (Don’t You Gimme) No Lip/(I’m Not Your) Steppin’ Stone (1989, 7”, SCRATCH 7)
- Sid Vicious & Friends (1998, CD, Cleopatra, #251, ASIN: B0000061AS)

### Sid Vicious/Eddie Cochran
- Sid Vicious v’s Eddie Cochran – The Battle of the Rockers (LP, Jock, LP 6)

### Sid Vicious/Elvis Presley
- Cult Heroes (1993, CD)

### Vicious White Kids
- The Vicious White Kids (1987, LP, Ritchie 1)
- Vicious White Kids (2001, CD, Sanctuary, CMRCD372)

## Films
- Sex Pistols Number One (1976, dir. Derek Jarman)
- Will Your Son Turn into Sid Vicious? (1978)
- Mr. Mike's Mondo Video (1979, dir. Michael O'Donoghue)
- The Punk Rock Movie (1979, dir. Don Letts)
- Sid & Nancy (1986, dir. Alex Cox). Avec Gary Oldman et Chloe Webb. Musique additionnelle par The Pogues.
- The Great Rock'n'Roll Swindle (1980, dir. Julian Temple, VHS/DVD)
- DOA (1981, dir. Lech Kowalski)
- Buried Alive (1991, Sex Pistols)
- Decade (1991, Sex Pistols)
- Bollocks to Every (1995, Sex Pistols)
- Filth to Fury (1995, Sex Pistols)
- Classic Chaotic (1996, Sex Pistols)
- Kill the Hippies (1996, Sex Pistols, VHS)
- The Filth and The Fury (2000, dir. Julien Temple, VHS/NTSC/DVD)
- Live at the Longhorn (2001, Sex Pistols)
- Live at Winterland (2001, Sex Pistols, DVD)
- Never Mind the Bollocks Here's the Sex Pistols (2002, Sex Pistols, VHS/DVD)
- Punk Rockers (2003, Sex Pistols, DVD)
- Blood on the Turntable: The Sex Pistols (2004, dir. Steve Crabtree)
- Music Box Biographical Collection (2005, Sex Pistols, DVD)
- Punk Icons (2006, Sex Pistols, DVD)
- Chaos! Ex Pistols Secret History: The Dave Goodman Story (2007, Sex Pistols, DVD)
- Pirates of Destiny (2007, dir. Tõnu Trubetsky, DVD)
- Rock Case Studies (2007, Sex Pistols, DVD)
- Pistol, mini série (2022, dir. Danny Boyle, DVD) Vicious est interprété par Louis Partridge

### Émission
- France Inter, Never Mind The Bollocks des Sex Pistols (POP, ETC), 29 septembre 2012.
- France Culture, Le tour du monde des idées: Autodestruction d'un crétin, Brice Couturier, 25 janvier 2018.
- BBC Radio 4, In Search of Sid, Jah Wobble, 20 janvier 2009.(en-GB) Silvia, Pingitore, « Interview with post-punk legend Jah Wobble about music, Sid Vicious, star signs, Brexit and everything else you can think of », sur The Shortlisted, 7 mai 2020 (consulté le 7 juillet 2022).